# アンコンシャス・バイアス
アンコンシャス・バイアス（英語：unconscious bias）とは、学術的・国際的には潜在的バイアス(implicit bias)と呼ばれる、内省的に認識されていない（または誤って認識されている）過去の経験の痕跡である。媒介する対象によって潜在的態度や潜在的ステレオタイプと呼ばれる。潜在的態度とは、社会的対象に対する好意的または否定的な感情、志向、行動を媒介するものである。潜在的ステレオタイプとは、社会的カテゴリのメンバに対する特性の帰属を媒介するものである。

## 概要
アンコンシャス・バイアスは、潜在的な意識・態度を扱う心理学の領域で潜在的バイアス（implicit bias）、つまり潜在的ステレオタイプ（implicit stereotype）や潜在的態度(Implicit attitude)として研究され、米国で発祥しそこを中心に発展してきた。日本では「無意識のバイアス」、あるいは「無意識の偏見」「無意識の思いこみ」などと呼ばれている。ただし、学術心理学者の多くは否定的な態度を報告することを「偏見」と表現することから、潜在的に肯定的なものに対しても測定されるアンコンシャス・バイアスについて述べる文脈でバイアスの訳語としての「偏見」は用いるべきではないとの指摘がある。また、「無意識の思い込み」という訳語を用いて所謂「認知バイアス」もアンコンシャス・バイアスとして扱う事は、学術的な用法では無いとする批判がある。さらに、バイアスの訳語として「偏見」「思い込み」を使用すると、アンコンシャス・バイアスが意識上のバイアスと混同される懸念があるといった批判もある。
人間の心の無意識的（潜在的）側面を測定する技法は、1980年代からいくつも提起されてきたが、アンコンシャス・バイアスという用語が世界で広がったのは、1998年に心理学者のGreenwald, A. G.らによってIAT（潜在連合テスト：Implicit Association Test） が開発され、アメリカのグーグルなどの巨大企業がアンコンシャス・バイアスに注目し企業研修に取り入れた(Unconscious Bias @ Work | Google Ventures)ためである。このような世界的な注目を背景に、日本では2016年頃から大坪久子によって紹介され始めた。大坪は、University Wisconsin-Madison校のガイドブックを参考にしており、それは潜在的バイアス(Implicit bias)を主題としたものだった。したがって、現在広まっているアンコンシャス・バイアスの指し示す意味は、IATといった間接的な技法によって測定される潜在的バイアス、つまり潜在的なステレオタイプや態度であると解釈される。つまり、もともとアンコンシャス・バイアスは、「～と思いますか」等のように、相手に直接的、明示的に質問する方法では明らかにならないものである。日本の心理学研究においてもアンコンシャス・バイアスを測定するためには、一般的にはIATが使用される。

## ジェンダーにおけるアンコンシャス・バイアス
アンコンシャス・バイアスは様々な属性、様々な物事に対して存在するが、近年ジェンダー平等やダイバーシティ推進の文脈から、ジェンダーに関するものが特に注目されることが多い。アンコンシャス・バイアスは本人の意識にのぼらず、可視化されない「特定の集団やカテゴリーに属する人々に対するステレオタイプや態度」であるが、ジェンダー研究においては「ある性別に対する無意識の否定的な感情」を指す場合がある。アンコンシャス・バイアスという用語における「バイアス」の捉え方は、先に述べたように「偏見」とするのは適さないが、ジェンダー研究では「偏見」と訳されることがある。定義的に潜在的態度には感情的なものが含まれるが、潜在的ステレオタイプのみの言及で「偏見」とするのは不適切だとする指摘がある。

## 日本における誤用の問題
日本社会においてアンコンシャス・バイアスが一般に広く認知されるようになった背景には、この用語が盛り込まれた第5次男女共同参画基本計画（令和2年12月25日閣議決定）がある。計画にはアンコンシャス・バイアスへの対策が盛り込まれ、政府機関をはじめ、地方自治体や民間企業でも啓発がなされるようになった。内閣府男女共同参画局はこの基本計画に則って、令和3年度（2021年）に「性別による無意識の思い込み（アンコンシャス・バイアス)に関する調査」を実施した。しかし、この調査は「男性は仕事をして家計を支えるべきだ」「家事・育児は女性がするべきだ」といった項目に対して「そう思う」「どちらかといえばそう思う」「どちらかといえばそう思わない」「そう思わない」の4段階で考えを尋ねている。これは従来からの性役割分担意識や性差別意識の調査であり、従来の意識調査と全く同じ手法、似た質問項目による調査であった。以前から「意識」と呼んで啓発していたものを突如「無意識（アンコンシャス）」と言い替える事態が起こった。それ以降、本来の「無意識」の意味としてではなく、「悪気のない思い込み」といった意味でのアンコンシャス・バイアスの啓発がメディア、企業、自治体、教育機関において広がっている。このような状況を懸念した心理学研究者有志が2024年10月に「『アンコンシャス・バイアス』の誤用に対する要望書-基本計画と整合した調査・啓発を-」を内閣府男女共同参画局長宛てに提出した。その結果、内閣府のウェブサイト内にあるアンコンシャス・バイアス調査のページに「内閣府が行った調査は、必ずしも心理学の学術上用いられるアンコンシャス・バイアス/潜在的バイアスを調査したものではないことに留意ください」という注釈が入った。その後、内閣府は新聞の取材にも、この調査では「無意識の思いこみは測れない」と認めているが、この調査結果はすでに拡散されており、心理学研究者以外の分野の研究者によってもアンコンシャス・バイアスが測定できるものと誤解されたまま引用され続けている。なお、心理学研究者でも「本来の意味では「アンコンシャス」とは言えない」と断りながらも意識調査をアンコンシャス・バイアスの調査として扱う事もある。

## 教科書問題
令和7年度の中学校の「道徳」の教科書に指導トピックとして掲載されたアンコンシャス・バイアスは、アンコンシャス・バイアスを独自解釈している「一般社団法人アンコンシャスバイアス研究所」の監修であり、誤用が教育現場にも広がっている。事態を重く見た日本の心理学研究者有志は、さらに2024年11月に、「次年度掲載予定の中学校『道徳』教科書のアンコンシャス・バイアスに関する記事について（訂正勧告の要望書）」を文科省に対し提出した。